# Kim Kuci
Bekim „Kim“ Kuci (* 25. Oktober 1973 in Osnabrück) ist ein niederländischer Footballtrainer und ehemaliger -spieler.

## Laufbahn
Kuci wuchs ab dem zweiten Lebensjahr in Berlin auf, er spielte ab 1989 im Nachwuchs der Berlin Rebels, zwischen 1992 und 1998 war er Mitglied der Berliner Herrenmannschaft (bis 1995 in der Football-Bundesliga). In den Spieljahren 1999, 2000, 2001 und 2002 stand der Runningback bei Berlin Thunder in der NFL Europe unter Vertrag, 2001 und 2002 errang er mit der Mannschaft jeweils den Sieg im World Bowl. In der Bundesliga spielte er jeweils nach der Saison in der NFL Europe für die Munich Cowboys (1999 bis 2001), 2002 dann für die Berlin Adler.
Ab 2002 war Kuci im Trainerstab der Berlin Rebels für die Runningbacks verantwortlich, im September 2003 wurde er zusätzlich Cheftrainer des Nachwuchses der Berliner. Neben seiner Trainertätigkeit war Kuci weiterhin auch Spieler: 2003, 2004 und 2005 trug er die Farben der Braunschweig Lions. 2003 gewann er mit den Niedersachsen den Eurobowl und 2005 die deutsche Meisterschaft. 2006 und 2007 war er spielender Co-Trainer der Dresden Monarchs sowie 2008 und 2009 wiederum Spieler der Berlin Rebels. In Teilen des Jahres 2008 war er darüber hinaus am Westminster College (US-Bundesstaat Missouri) tätig und im dortigen Trainerstab für die Runningbacks sowie Spieler mit Sonderaufgaben zuständig.
Im Vorfeld der Saison 2010 wurde er bei den Berlin Rebels als Assistenztrainer für die Koordinierung des Angriffspiels verantwortlich, ab 2011 leitete Kuci die Rebels als Cheftrainer an und führte diese 2012 zum Wiederaufstieg in die höchste deutsche Spielklasse. Ende Oktober 2013 kam es zwischen Kuci und der Mannschaft zur Trennung. Im November 2013 wurde Kuci als neuer Cheftrainer der Berlin Adler vorgestellt. Im Juli 2014 gewannen die Berliner unter Kucis Leitung den Eurobowl, Ende desselben Monats wurde er von den Berlinern entlassen, die Adler gaben unterschiedliche Auffassungen und eine Neuausrichtung des Vereins als Grund für die Entscheidung an. 2015 arbeitete er in den Vereinigten Staaten und war Mitglied des Trainerstabs der Mannschaft New Orleans VooDoo in der Arena Football League (AFL). Ab der Saison 2016 war Kuci abermals als Cheftrainer der Berlin Rebels tätig. Er führte die Mannschaft viermal in die Meisterrunde der GFL, nach dem Ende der 2019er Saison gab er sein Amt ab.
2023 wurde Kuci bei den NewYorker Lions in Braunschweig als Offensive Coordinator tätig. Im August 2023 verkündeten die New Yorker Lions die sofortige Trennung von Kim Kuci.